# Метилобактерія
Метилобактерія (лат. Methylobacterium) — рід порядку Hyphomicrobiales.
Метилобактерія виявляється в її нормальних оселищах, тобто в ґрунті та воді, а також як забруднювач в наборах реагентів для екстрагування ДНК, що може призвести до її помилкової появи в мікробіоті або метагеномних наборах даних. У березні 2021 року, новий вид, умовно названий Methylobacterium ajmalii, асоційований з трьома новими штамами, позначеними як IF7SW-B2T, IIF1SW-B5 та IIF4SW-B5, як повідомляється, був вперше виявлений на Міжнародній космічній станції.

## Короткий опис
Грам-негативні паличкоподібні бактерії, 0,8—1,2 × 1,0—8,0 мкм, здебільшого плеоморфні, можуть галузитися, що особливо характерно для старих клітин. На агаризованих мінеральних середовищах з метанолом більшість видів утворює рожеві колонії (через синтез каротиноїдного пігменту), крім одного незабарвленого виду (М. nodulans). Рухливі завдяки єдиному полярному, приполярному або латеральному джгутику. Суворі аероби, кисень слугує термінальним акцептором електронів. Каталазо-, уреазо- і оксидазопозитивні. Деякі штами здатні до нітратредукції. Мезофіли, хемоорганотрофи. Ростових факторів не потребують, проте пантотенат кальцію може здійснювати стимулювальний вплив. Факультативні метилотрофи, ростуть на формальдегіді (в мікромолярних концентраціях), форміаті та метанолі, деякі штами ростуть на метильованих амінах і галометанах. Асимілюють С1-сполуки через сериновий цикл (іцл(ізоцитратліазний)--варіант). Домінувальна жирна кислота — C18:1. Широко розповсюджені в природі. Вміст Г+Ц в ДНК 68,0-72,4 мол.%. Серед представників роду широко поширені симбіонти рослин. Представники роду Methylobacterium є перспективними об'єктами для біотехнології (виробництво білка, ектоіну, полі-β-гідроксибутирату, фітогормонів, і т. д.)

## Природна генетична трансформація
Природна генетична трансформація в бактерій — це процес, що охоплює перенесення ДНК з однієї клітини в іншу через проміжне середовище та інтеграцію донорської послідовності в геном реципієнта гомологічною рекомбінацією. Клітини Methylobacterium organophilum є здатними зазнавати генетичної трансформації ставати компетентними для поглинання ДНК ближче до кінця фази експоненціального росту.

## Види
Типовий вид — Methylobacterium organophilum Patt et al. 1976.
Вид Methylobacterium nodulans Jourand et al. 2004 здатний утворювати бульбочки в симбіозі з африканською рослиною роду Crotalaria.
Рід Methylobacterium містить наступні види:
- Methylobacterium adhaesivum Gallego et al. 2006
- Methylobacterium aerolatum Weon et al. 2008
- Methylobacterium ajmalii Bijlani et al. 2021[8]
- Methylobacterium aquaticum Gallego et al. 2005
- Methylobacterium brachiatum Kato et al. 2008
- Methylobacterium brachythecii Tani and Sahin 2013
- Methylobacterium bullatum Hoppe et al. 2012
- Methylobacterium cerastii Wellner et al. 2012
- Methylobacterium crusticola Jia et al. 2020
- Methylobacterium currus Park et al. 2018
- Methylobacterium dankookense Lee et al. 2013
- Methylobacterium durans Kim et al. 2020
- Methylobacterium frigidaeris Lee and Jeon 2018
- Methylobacterium fujisawaense Green et al. 1988
- Methylobacterium funariae Schauer and Kutschera 2011
- Methylobacterium gnaphalii Tani et al. 2012
- Methylobacterium goesingense Idris et al. 2012
- Methylobacterium gossipiicola Madhaiyan et al. 2012
- Methylobacterium gregans Kato et al. 2008
- Methylobacterium haplocladii Tani and Sahin 2013
- Methylobacterium hispanicum Gallego et al. 2005
- Methylobacterium indicum Chaudhry et al. 2016
- Methylobacterium iners Weon et al. 2008
- Methylobacterium isbiliense Gallego et al. 2005
- Methylobacterium jeotgali Aslam et al. 2007
- Methylobacterium komagatae Kato et al. 2008
- Methylobacterium longum Knief et al. 2012
- Methylobacterium marchantiae Schauer et al. 2011
- Methylobacterium mesophilicum (Austin and Goodfellow 1979) Green and Bousfield 1983
- Methylobacterium nodulans Jourand et al. 2004
- Methylobacterium nonmethylotrophicum Feng et al. 2020
- Methylobacterium organophilum Patt et al. 1976 (Approved Lists 1980)
- Methylobacterium oryzae Madhaiyan et al. 2007
- Methylobacterium oryzihabitans Chen et al. 2019
- Methylobacterium oxalidis Tani et al. 2012
- Methylobacterium persicinum Kato et al. 2008
- Methylobacterium phyllosphaerae Madhaiyan et al. 2009
- Methylobacterium phyllostachyos Madhaiyan and Poonguzhali 2014
- Methylobacterium planium Jiang et al. 2020
- Methylobacterium platani Kang et al. 2007
- Methylobacterium pseudosasicola Madhaiyan and Poonguzhali 2014
- Methylobacterium radiotolerans corrig. (Ito and Iizuka 1971) Green and Bousfield 1983
- Methylobacterium segetis Ten et al. 2020
- Methylobacterium soli Cao et al. 2013
- Methylobacterium symbioticum Pascual et al. 2021
- Methylobacterium tardum Kato et al. 2008
- Methylobacterium tarhaniae Veyisoglu et al. 2013
- Methylobacterium terrae Kim et al. 2019
- Methylobacterium terricola Kim et al. 2020
- Methylobacterium thuringiense Wellner et al. 2013
- Methylobacterium trifolii Wellner et al. 2013
- Methylobacterium variabile Gallego et al. 2005